# 대부동
대부동(大阜洞)은 경기도 안산시 단원구의 행정동이다. 법정동인 대부동동, 대부북동, 대부남동, 선감동, 풍도동을 관할한다.
행정동 대부동이 관할하는 섬은 본섬인 대부도와 선감도, 풍도, 불도, 탄도 등 5개의 섬이다. 이 중 불도와 탄도는 1986년에 연륙교가 건설되어 2개의 섬이 하나로 이어졌다.

## 연혁
대부도는 마한, 백제의 영토였다가 고구려를 거쳐 553년 신라의 영토가 되었다. 통일신라시대에는 한주에 속했으며, 고려시대와 조선시대에는 남양도호부에 속했다.
1914년 4월 1일 일제의 행정구역 통폐합 때 영흥면과 함께 부천군에 편입되었다. 1973년 7월 1일 부천군이 폐지되면서 경기만의 다른 섬들과 함께 옹진군에 편입되었다. 1994년 12월 26일 행정 구역 개편에 관한 주민 투표의 결과에 따라 안산시, 시흥시, 화성군 중 안산시에 편입되었다.2005년 4월 20일 대부출장소가 대부동으로 전환되었다.

### 지명의 유래
대부동은 남양(현 화성시 서부)에서 대부도를 바라면 '(섬이 아니라) 마치 큰 동산처럼 보인다'고 하여 "대부"(大阜: 큰 언덕)라고 불리게 되었다.

## 법정동
- 대부동동(大阜東洞)
- 대부북동(大阜北洞)
- 대부남동(大阜南洞)
- 선감동(仙甘洞)
- 풍도동(豊島洞)

## 주요 기관
교육 시설
- 대동초등학교
- 대부초등학교
- 대남초등학교
- 대남초등학교 풍도분교
- 대부중학교
- 대부고등학교

기타 시설
- 경기도립직업전문학교
- 선감학생수련장
- 안산영어마을

## 문제점

### 인천광역시로의 편입
2005년부터 한동안 대부도 주민들은 농촌과 어촌이 공존하는 대부도가 시지역에 있다는 이유만으로 각종 불이익을 받고 있다며 대부도를 인천광역시 옹진군에 편입시켜 줄 것을 지자체에 강력히 요구했었다.
1994년에 대부도가 옹진군에서 안산시로 편입된 이후 주민들의 대학 농어촌 특례입학 혜택이 사라졌고, 안산시가 대중교통에 대한 보조금을 지급해 주지 않아 버스가 제대로 다니지 않는 등 불편이 크다는 이유 때문이다.
또 안산시 전체가 토지거래허가구역으로 묶임에 따라 대부도 주민들이 재산상의 피해를 입고 있고, 지방 선거에서도 30여km나 떨어진 호수동, 고잔1동과 동일 선거구로 묶여 지역을 대표할 시의원마저 선출할 수 없게 됐다고 주민들은 주장했다.
특히 인근에 위치한 옹진군의 영흥도에 영흥화력발전소가 건설되면서 대부도 주민들도 교통 체증, 어장 황폐화, 공해 등 각종 피해를 당하고 있음에도 인천광역시 관할인 영흥도와 행정구역이 달라 매년 30억 원에 달하는 보상금이 영흥도 주민들에게만 돌아가고 있다는 점도 이러한 주장의 배경으로 작용하였다.
현재 대부도는 경기도 관할 지역임에도 인천광역시의 지역번호인 032를 사용하는 등 인천광역시와 생활권을 공유하고 있다. 한편, 2009년에는 시흥시장이 대부도를 시흥시에 편입시키는 방안을 추진하겠다고 밝혔었다.

### 풍도동의 취약한 교통
풍도와 육도는 외딴 섬으로 정기 여객선이 하루에 1번 꼴로 다니고 있는데 정작 주민센터가 있는 대부도와의 연락선이 없었으며, 당연히 육지의 안산시청과도 연락교통 수단이 없다. 2014년 5월에 육도에서 발생한 화재의 진압 과정은 육도의 취약한 접근성을 여실히 보여주었다. 현재는 여객선이 방아머리항을 경유하도록 변경되었다.

### 읍면 전환 문제
남양동이 남양읍으로 전환되었으나, 안산시는 도농복합시가 아니기 때문에 현행법으로는 전환이 안되고, 인접한 시군중 화성시나 옹진군으로 편입될때만 전환이 가능하다. 이에 안산시에서는 법 개정을 통한 특례를 통한 읍면 전환을 추진중이다.

## 같이 보기
- 인천광역시
- 옹진군
- 안산시
- 영흥도
- 시화방조제
- 풍도